# Валід Абдулла
Валід Абдулла (араб. وليد عبدالله, нар. 19 квітня 1986, Ер-Ріяд) — саудівський футболіст, що грає на позиції воротаря за клуб «Аш-Шабаб», а також національну збірну Саудівської Аравії.

## Клубна кар'єра
У дорослому футболі дебютував 2006 року виступами за команду клубу «Аш-Шабаб», кольори якої і захищає дотепер. 

## Виступи за збірну
У 2007 році дебютував в офіційних матчах у складі національної збірної Саудівської Аравії.
У складі збірної був учасником кубка Азії з футболу 2007 року у чотирьох країнах відразу, де разом з командою здобув «срібло», кубка Азії з футболу 2011 року у Катарі, а також кубка Азії з футболу 2015 року в Австралії.

## Титули і досягнення
- Чемпіон Саудівської Аравії (2):

«Аш-Шабаб»: 2011-12
«Ан-Наср»: 2018-19
- Володар Королівського кубка Саудівської Аравії (3):

«Аш-Шабаб»: 2008, 2009, 2014
- Володар Кубка Федерації Саудівської Аравії (2):

«Аш-Шабаб»: 2008-09, 2009-10
- Володар Суперкубка Саудівської Аравії (3):

«Аш-Шабаб»: 2014
«Ан-Наср»: 2019, 2020
Збірні
- Срібний призер Кубка Азії: 2007